# دومنیکو ویچینی
 دومنیکو ویچینی (انگلیسی: Domenico Vicini؛ زادهٔ ۱ سپتامبر ۱۹۷۱) یک تنیس‌باز اهل سن مارینو است. 